# Nellemanns Have
Nellemanns Have er en have på ca. 6 hektar i Sæby, Frederikshavn Kommune, anlagt i 1925 af landinspektør Nic. Nellemann (født 1892 på Fyn, død 1976). Haven har Nordeuropas største samling af paradisæbletræer.  

## Historie
Efter sin eksamen i 1913 blev Nic. Nellemann ansat i et landinspektørfirma i Nørresundby, og han købte i 1934 firmaet. Nellemann havde ønsket en sommerhusgrund, og han valgte et område i Sæby. I 1925 købte han 2 tdr. uopdyrket jord af Arenfeldt fra Sæbygård slot, det bestod af en grusgrav, et par moser/vandhuller og en lyngbeklædt istidsskrænt, som han i årene derefter forvandlede til en prydhave.
Der blev tilkøbt nye områder flere gange i årene frem til starten af 1970'erne, hvor haven og de omkringliggende arealer var ca. 12 hektar.
Nic. Nellemann modtog i 1940'erne Det Jydske Haveselskabs pokal for "Det smukkeste haveanlæg i Jylland" tre år i træk.
I slutningen af 1960'erne var der ca. 100 kinesiske arter af paradisæbletræer samt en række krydsninger. Nellemann fremavlede selv adskillige nye arter, ligesom han lavede mange forsøg med at frembringe frøplanter.
Han førte et register over sine træer helt frem til sin død i 1976. Herefter fortsatte sønnen Ib Nellemann arbejdet med haven frem til sin død.
Haven var misligholdt i en årrække, men gennemgik 2011 en omfattende reetablering.
I 2006 blev foreningen Nellemanns Haves Venner dannet, da haven var i overhængende fare for at blive udstykket. Foreningen har sammen med Nic. Nellemanns Fond og Frederikshavn Kommune arbejdet sammen om renoveringen af haven siden 2008.
Hele området skal genskabes som Nellemanns oprindelige plan, så dette foregår i et samarbejde med forskellige eksperter, bl.a. Henrik Arildskov fra TV2/Nords haveprogram.
Haven er i disse år atter ved at blive en turistattraktion i Nordjylland.